# Пільний Мукарів
Пі́льний Мукарів — село в Україні, у Дунаєвецькій міській територіальній громаді Кам'янець-Подільського району Хмельницької області.
За переказами село виникло біля церкви, яку перенесли з лісу на поле.

## Географія
Розташоване по обидва берега річки Студениці за 9 км на північний схід від Дунаївців. Зі сходу межує з селом Підлісний Мукарів, із заходу з селом Ганнівка, з півдня з селом Вихрівка і з півночі з селом Ставище.

## Історія
Перша згадка про Мукарів сягає 1404 року, коли король Владислав дав Петру Шафрану величезне помістя на Поділлі — Сатанів і Зіньків з околицями, а з ними і Нижній Мукарів. Всі ці помістя згодом викупив у нього за 1 000 празьких грошей князь Вітовт. Після смерті Вітовта ці помістя передано Ягайлом польському вельможі Петру Одровонжу за військові застуги, що й підтверджено грамотою короля Владислава ІІІ у 1440 році.
В 1665 році, за королівським указом, Пільний Мукарів, Підлісний Мукарів, Татариськи, Міцівці, Сприсівка, Вихрівка, Ярова Слобідка, Нестерівці утворили особливе Мукарівське староство. Справа в тому, що останній власник Пільного Мукарова Олександр Гуменецький передав село своїй дочці Вероніці. Вона вийшла заміж за краківського каштеляна Яна Фонреля, а він зміг домогтися від короля для Польового Мукарева та навколишніх сіл статусу особливого староства Ушицького повіту.
Близько 1728 року старостою тут став Йосип Калиновський.Однак вже в 1730 році власником Мукачівського староства став литовський маршал Юзеф Сціпіо дель Кампо. Приблизно в 1744 році староство перейшло в довічне користування до Бернарда Гоздського.
У 1785 році Мукарівське староство було придбане Принцом Нассау купівлею на 50 років емфітевтичного права володіння. Але після смерті принца, спадкоємці не змогли підтвердити права на власність, і у 1818 році власником став Бутягін, закріпивши за собою староство на 12 років. Він обіцяв сплачувати в казну четверту частину прибутку — 3788 крб. 93,5 коп.
Однак у тому ж 1818 році за право власності на Мукарівський маєток розпочалася енергійна боротьба між Бутягіним та католицькою церквою. Католицький єпископ Боргіаш Манкевич підняв чергове клопотання про пожалування маєтку, посилаючись на недостатність казенних сум, які йшли на утримання його кафедри (6 тис. крб. асигнаціями). Це питання було вирішене на користь біскупства. За імператорським указом від 2 січня 1820 року кам'янецькому єпископу як і раніше виплачували 6 тис. крб. асигнаціями і, крім того, кварту з Мукарівського староства у розмірі 3789 крб. сріблом. Бутягін формально залишався орендарем лише до 1830 року. По закінчені терміну попередньої оренди Мукарівське староство повністю перейшло до кам'янецьких єпископів, але без обов'язку з їх боку платити в казну кварту, тобто фактично на правах повного володіння. Незважаючи на опір попереднього власника кам'янецький єпископ вступив у володіння маєтком з економічного терміну, тобто 23 березня 1830 року.
За указом від 25 грудня 1841 року Мукарівський маєток був переданий в управління Міністерства державних маєтностей. В селах Мукарів Підлісний, Мукарів Польовий, Вихрівка, Сприсівка, Міцівці, Варварівка, Татариськи, Слобідка Ярова налічувалось 1475 селян чоловічої й 1487 жіночої статі, 1887 десятин орної землі в розпорядженні фільварку, 5143 десятини в розпорядженні селян, 1619 десятин лісу.
Пíльний Мукáрів в різні періоди історії згадувався з різними варіантами назв: Nisny Mukarow (1404), Mukarow Major (1493), Makarow (1511), Мукаров (1530), Mukarow (1564), Mukarof (1630—1650), Staryi Mukarow (1758), w Makarowie Starym (1765), Mukarowce Stare (1784), Mukarow Polny (1787), Макаров-Полевой (1805), Stariy Makarow (1820), Полевой Мукаров (серед. ХІХ ст.), Мукаров-Полевой (1855), Польный-Мукаров (1888), Мукаров Польный (1893), Пільно-Мукарів (1926), Пільний Мукарів (1946).

### У ХХ столітті

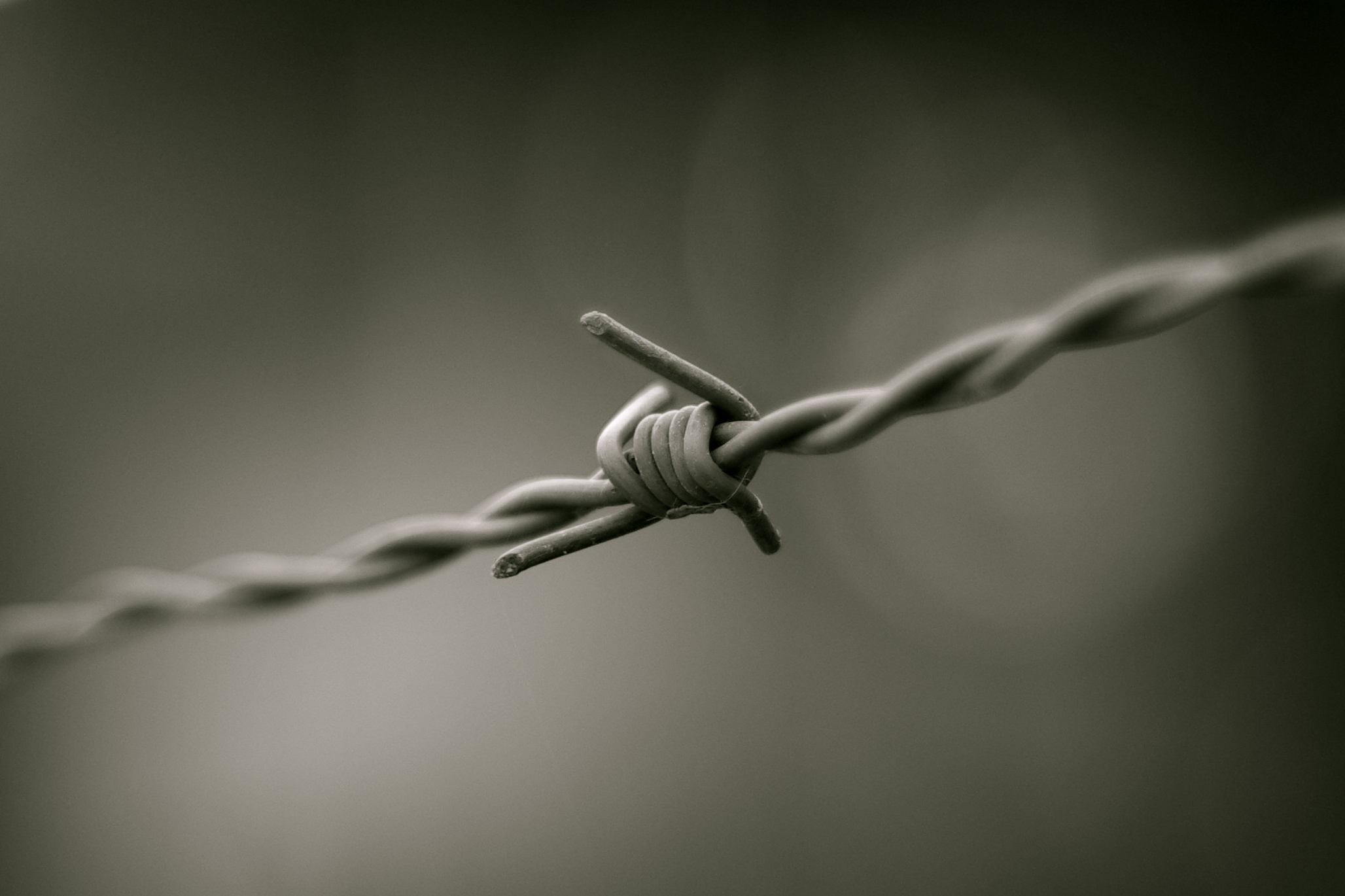
[http://www.reabit.org.ua/nbr/?st=3®ion=&ss=Рудківці&logic=or&f1_type=begins&f1_str=&f2_type=begins&f2_str=&f3_type=begins&f3_str=&f4_from=&f4_till=&f7%5B%5D=all&f14%5B%5D=all#list Національний банк репресованих

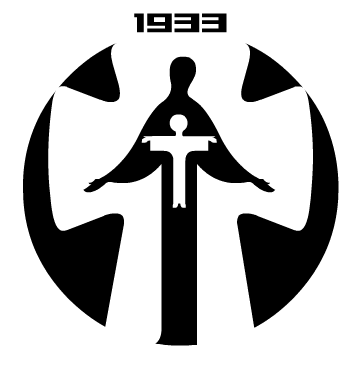
[https://victimsholodomor.org.ua/khmelnytsky/easytable/25-peoples-new.html?start=300 Список жертв Голодомору, Хмельницька область

Внаслідок поразки Перших визвольних змагань на початку XX століття, село надовго окуповане російсько-більшовицькими загарбниками.
Радянська окупація принесла колективізацію та розкуркулення, мешканці села зазнали репресій. Багатьох частинах Поділля відбувались масові селянські повстання, проти радянської влади.
В 1932—1933 селяни села пережили Голодомор.
Роки Великого терору 1936—1937 вбито осіб різних національностей і професій, багато людей було виселлено як сім'ї «ворогів народу».
По закінченню Другої світової війни у 1946—1947 роках мешканці села вчергове пережили голод.
У 1958 році колгосп імені Войкова об'єднано з Пільномукарівським колгоспом імені Леніна, а в 1961 році приєднано ще й колгосп імені XVI партз'їзду села Могилівка. Господарство названо «Шлях до комунізму».
З 1991 року в складі незалежної України.
13 серпня 2015 року шляхом об'єднання сільських рад, село увійшло до складу Дунаєвецької міської громади.
17 липня 2020 року, в результаті адміністративно-територіальної реформи та ліквідації Дунаєвецького району, село увійшло до складу Кам'янець-Подільського району.

## Населення
Населення становить 390 осіб (2008).

### Мова
У селі поширені західноподільська говірка та південноподільська говірка, що відносяться до подільського говору, який належить до південно-західного наріччя.
Розподіл населення за рідною мовою за даними перепису 2001 року:
| Мова       | Кількість | Відсоток |
| ---------- | --------- | -------- |
| українська | 412       | 98.10 %  |
| румунська  | 3         | 0.71 %   |
| російська  | 2         | 0.48 %   |
| білоруська | 2         | 0.48 %   |
| вірменська | 1         | 0.23 %   |
| Усього     | 420       | 100 %    |

## Уродженці
Григорій Улянович Яцьковський (13 (25) липня 1866 — †26 квітня 1932, Свердловськ) — український та російський релігійний діяч, богослов, випускник Київської духовної академії. У часи більшовизму — лідер консервативного єпископату РПЦ. У 1925—1928 — голова Тимчасової Вищої Церковної Ради Росії.

## Галерея

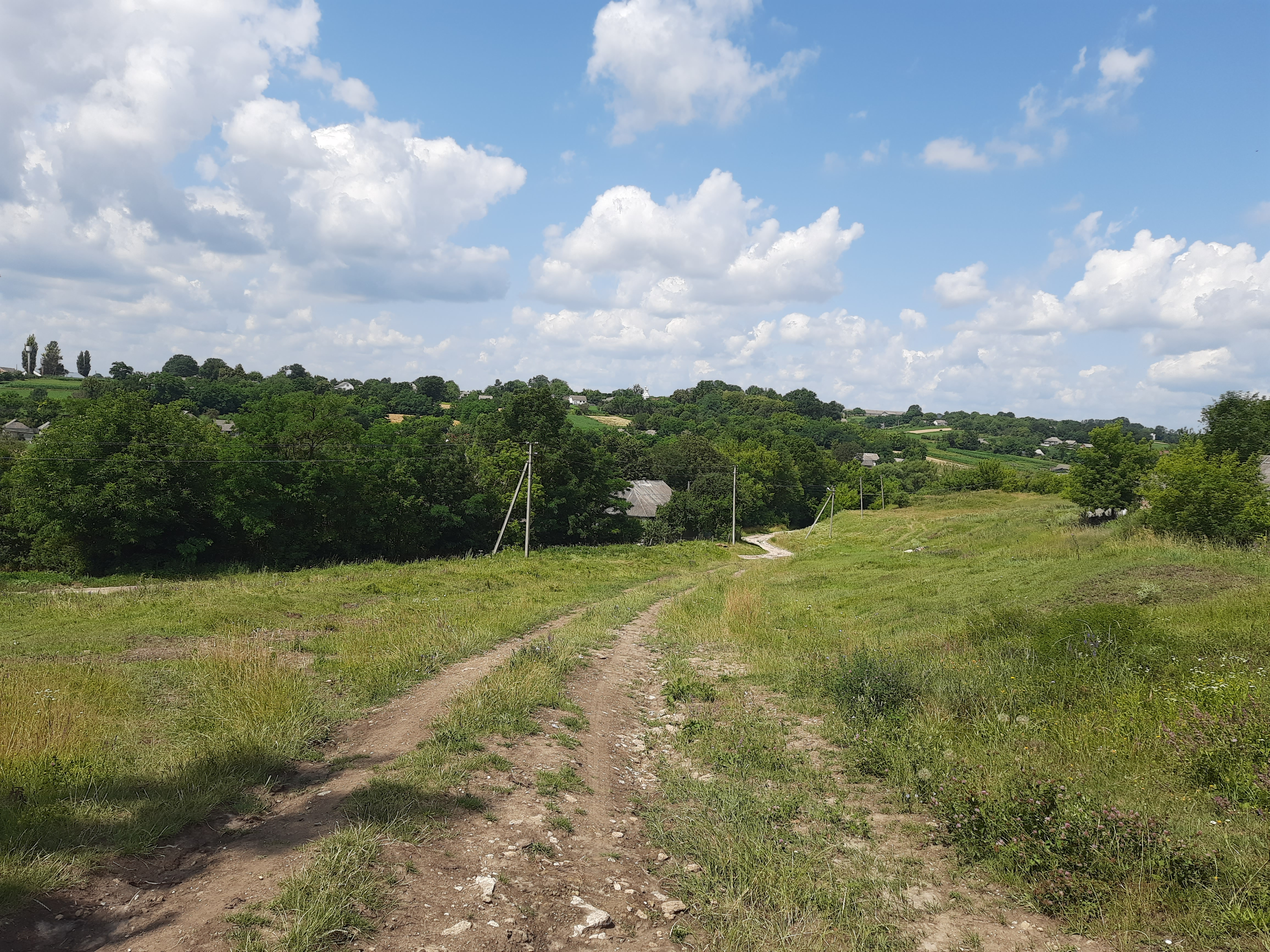
Польова дорога в село
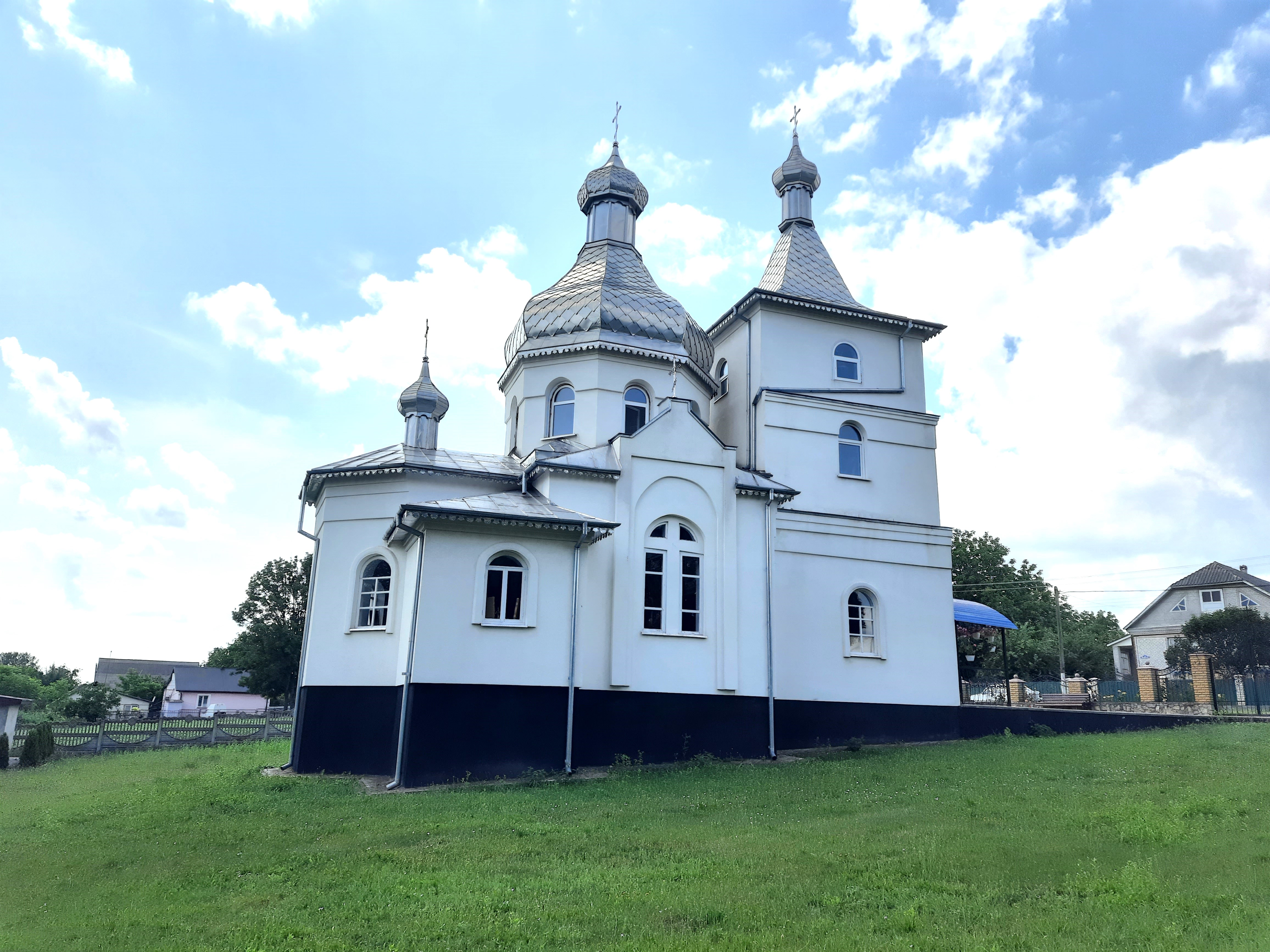
Сільська церква
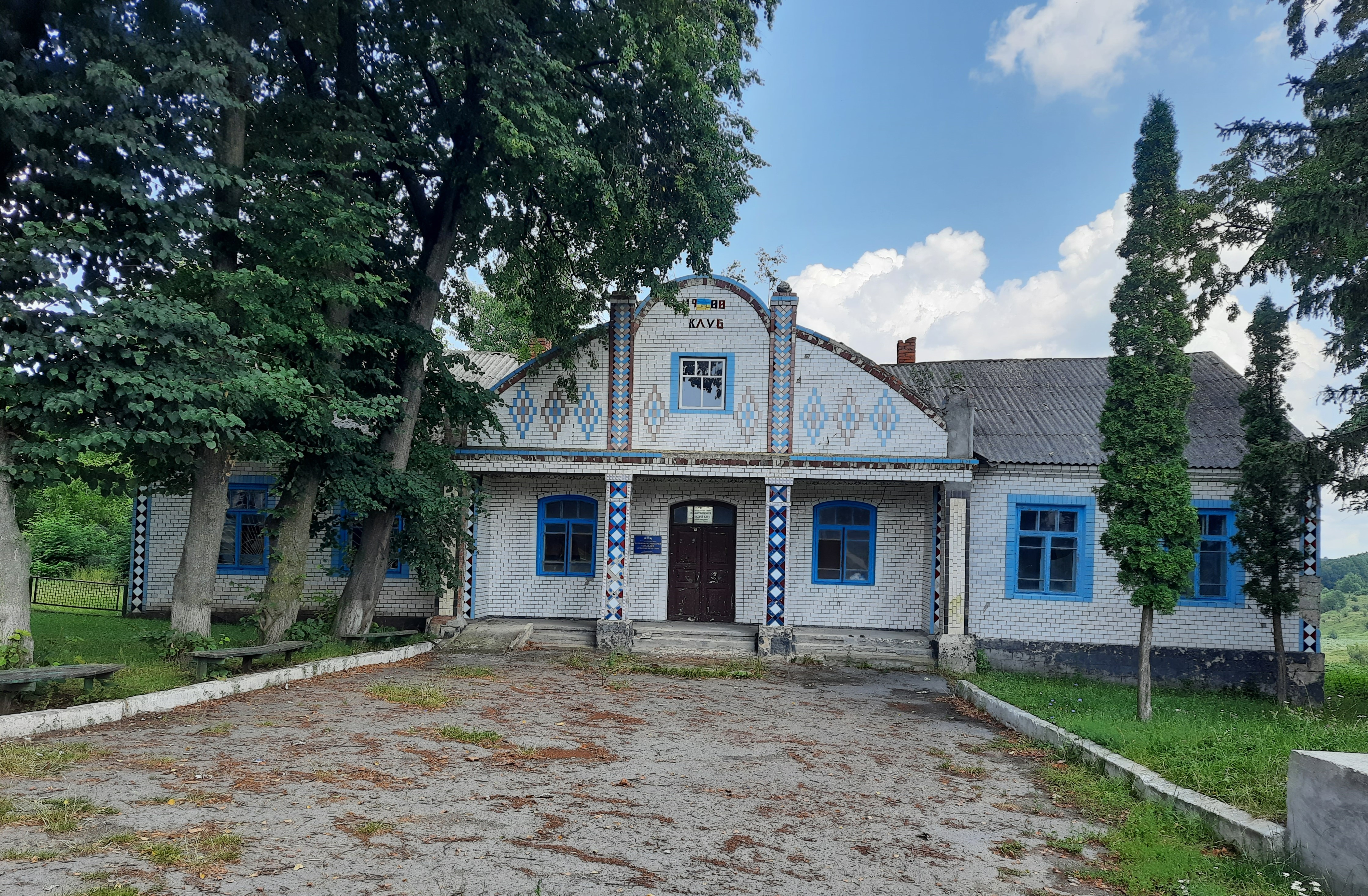
Клуб
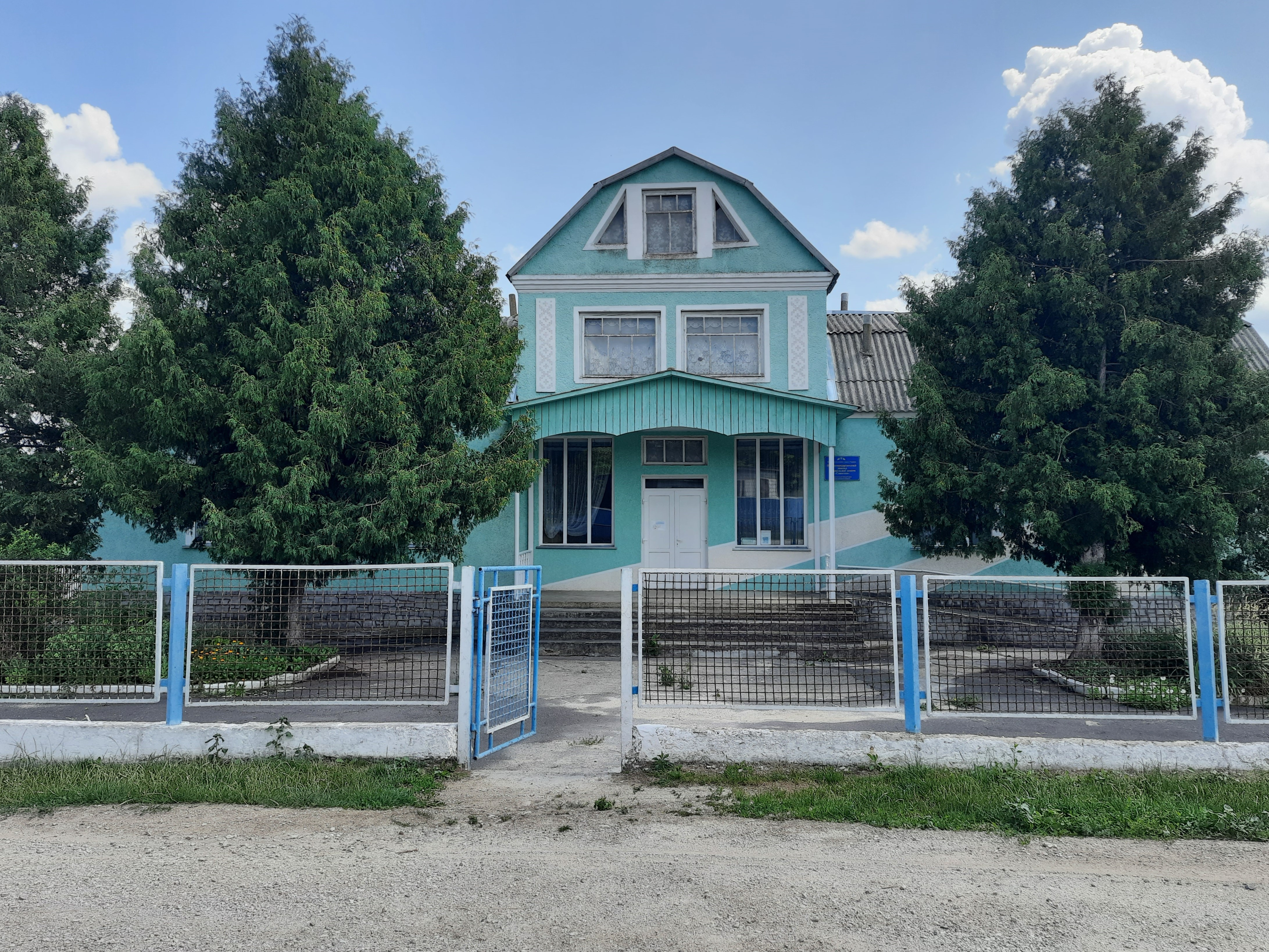
Дитячий садок
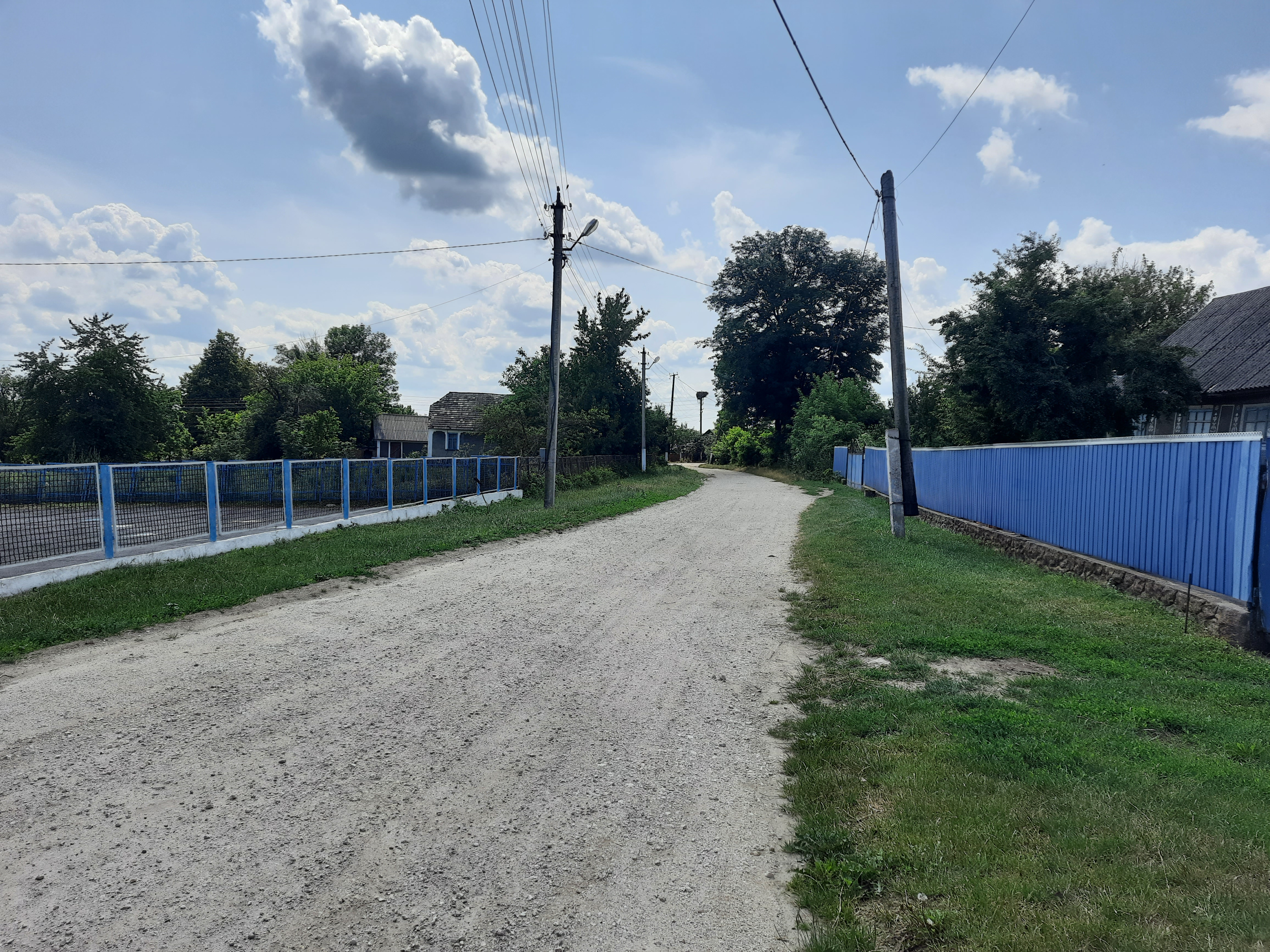
Сільська вулиця
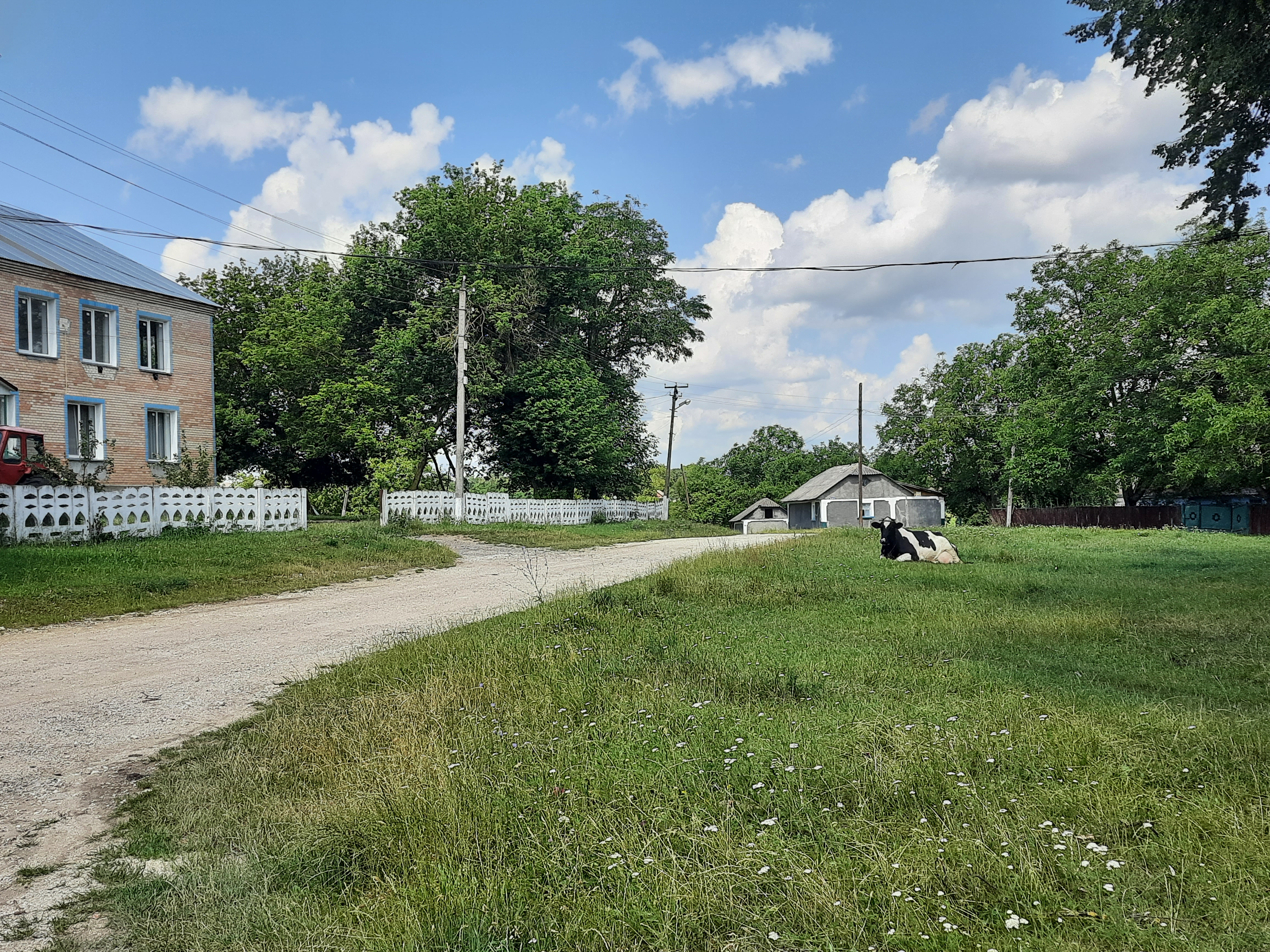
Сільський пейзаж
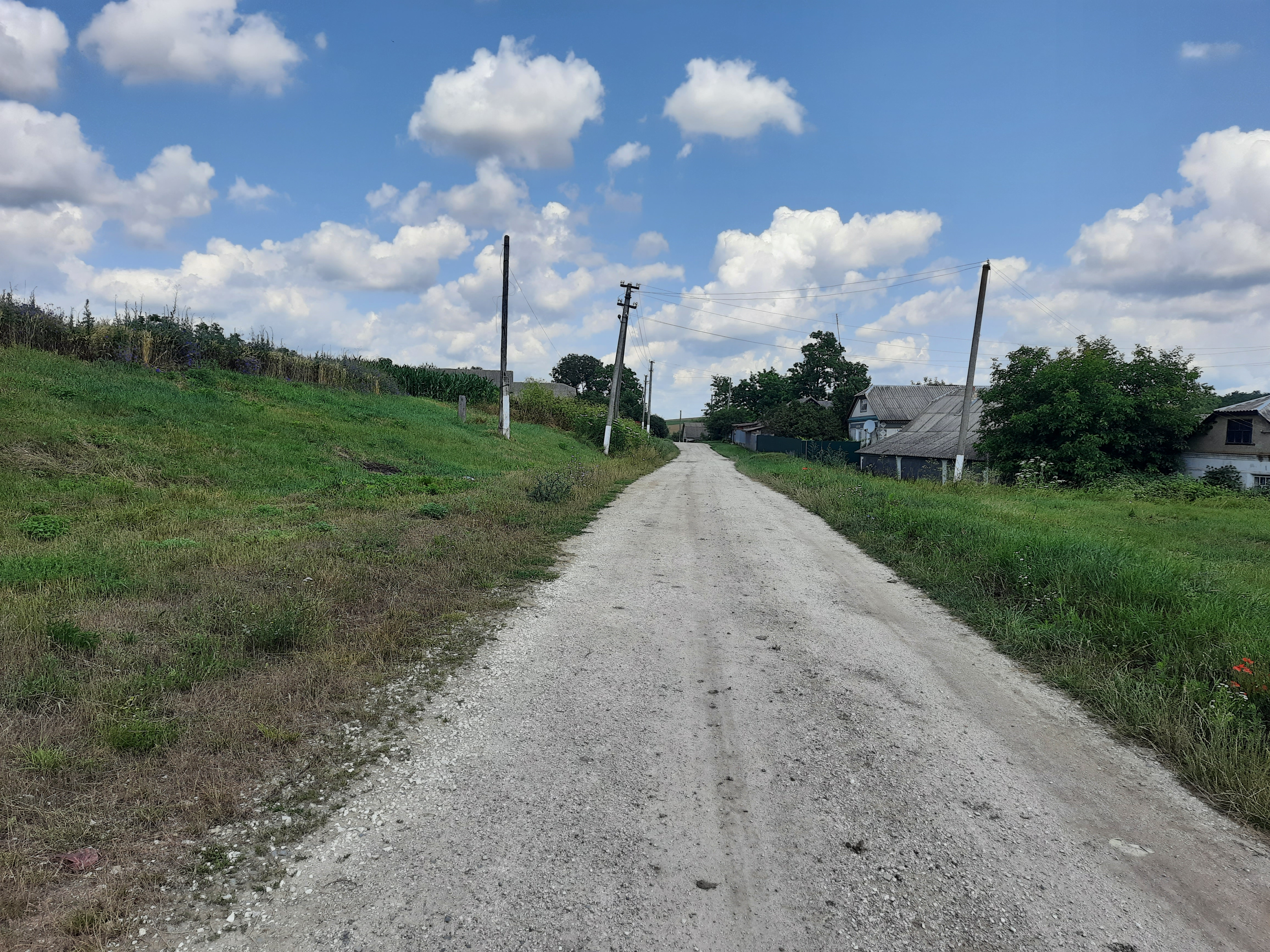
Околиця села
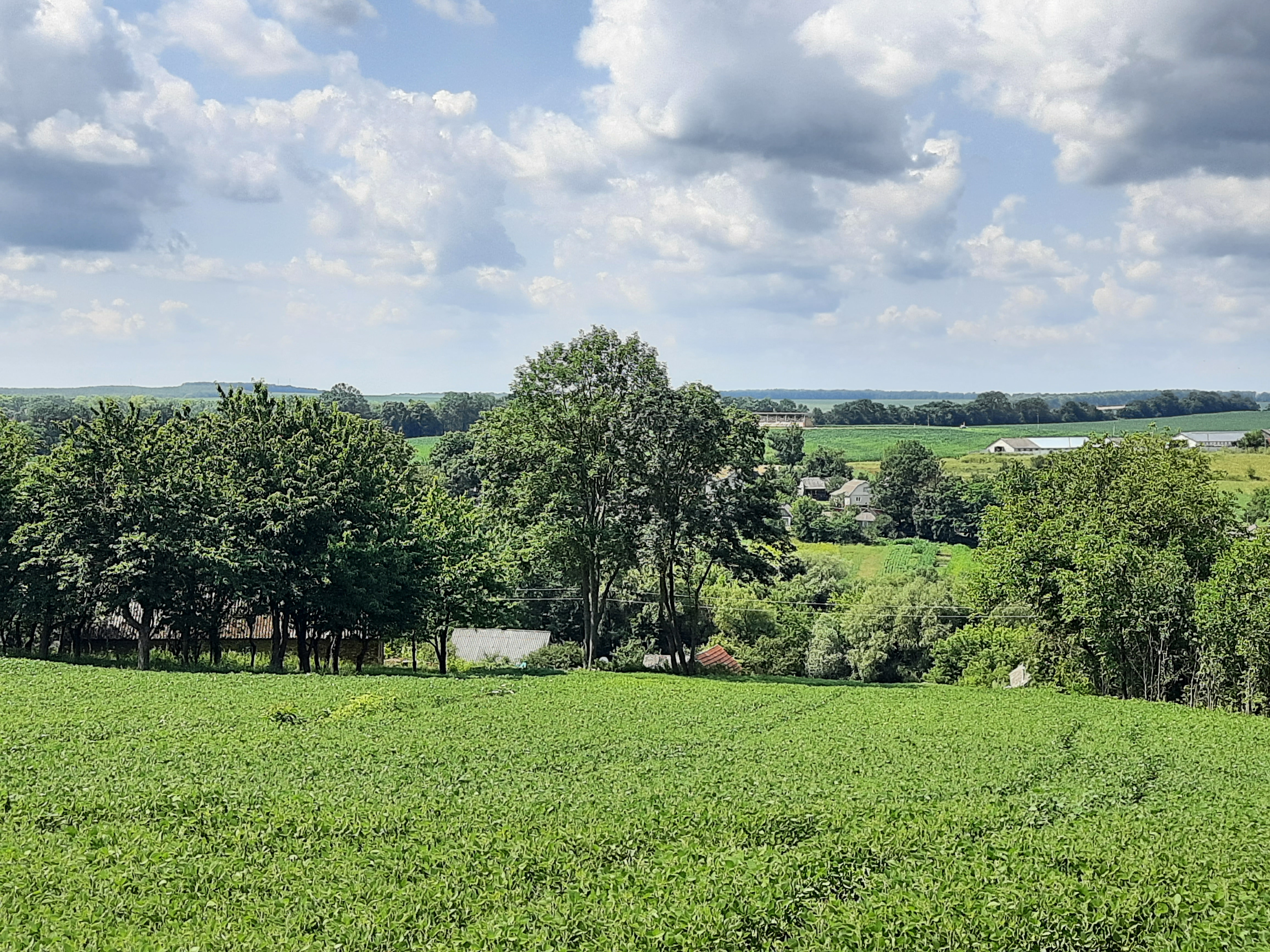
Сільський краєвид
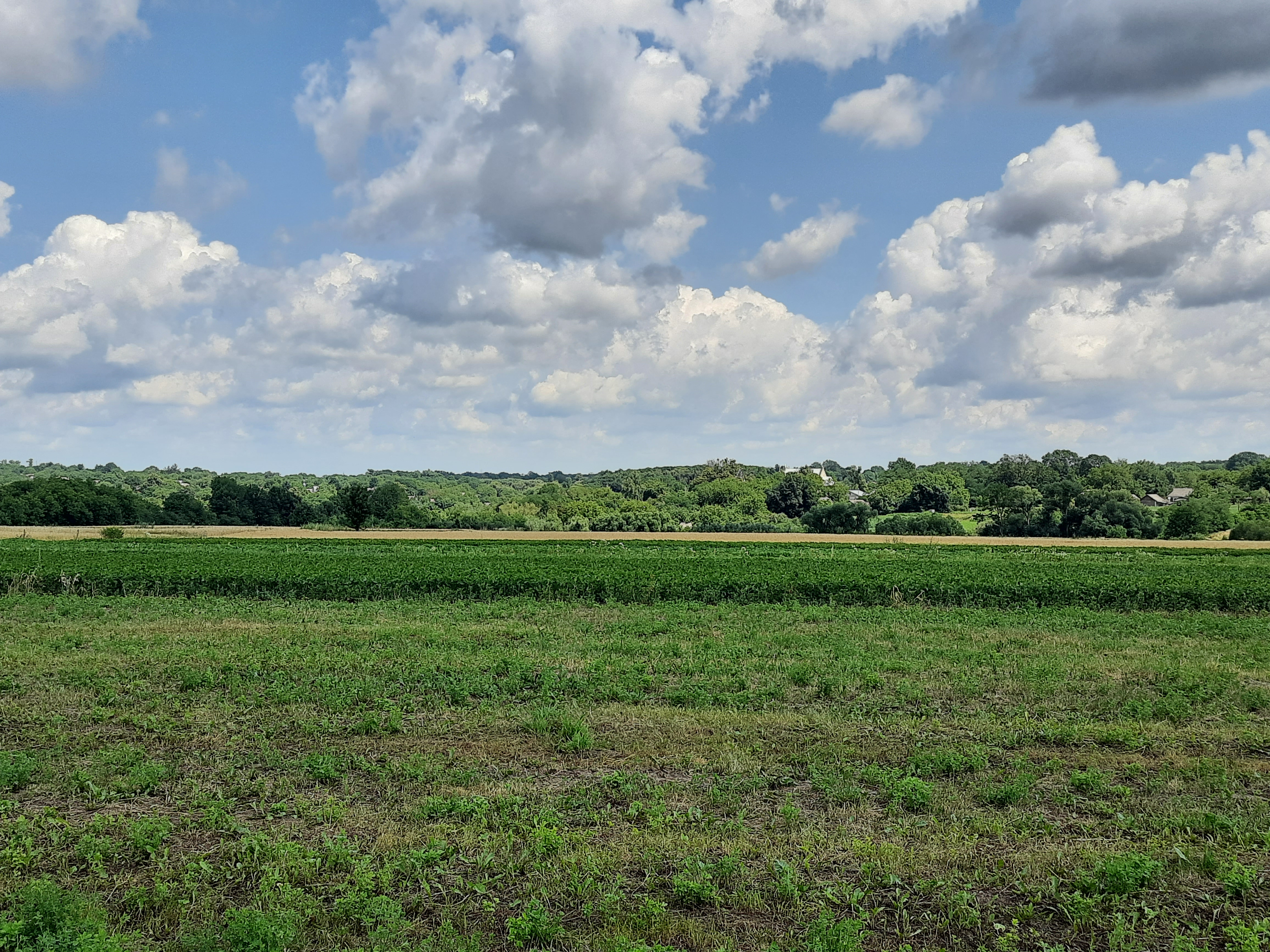
Сільський краєвид
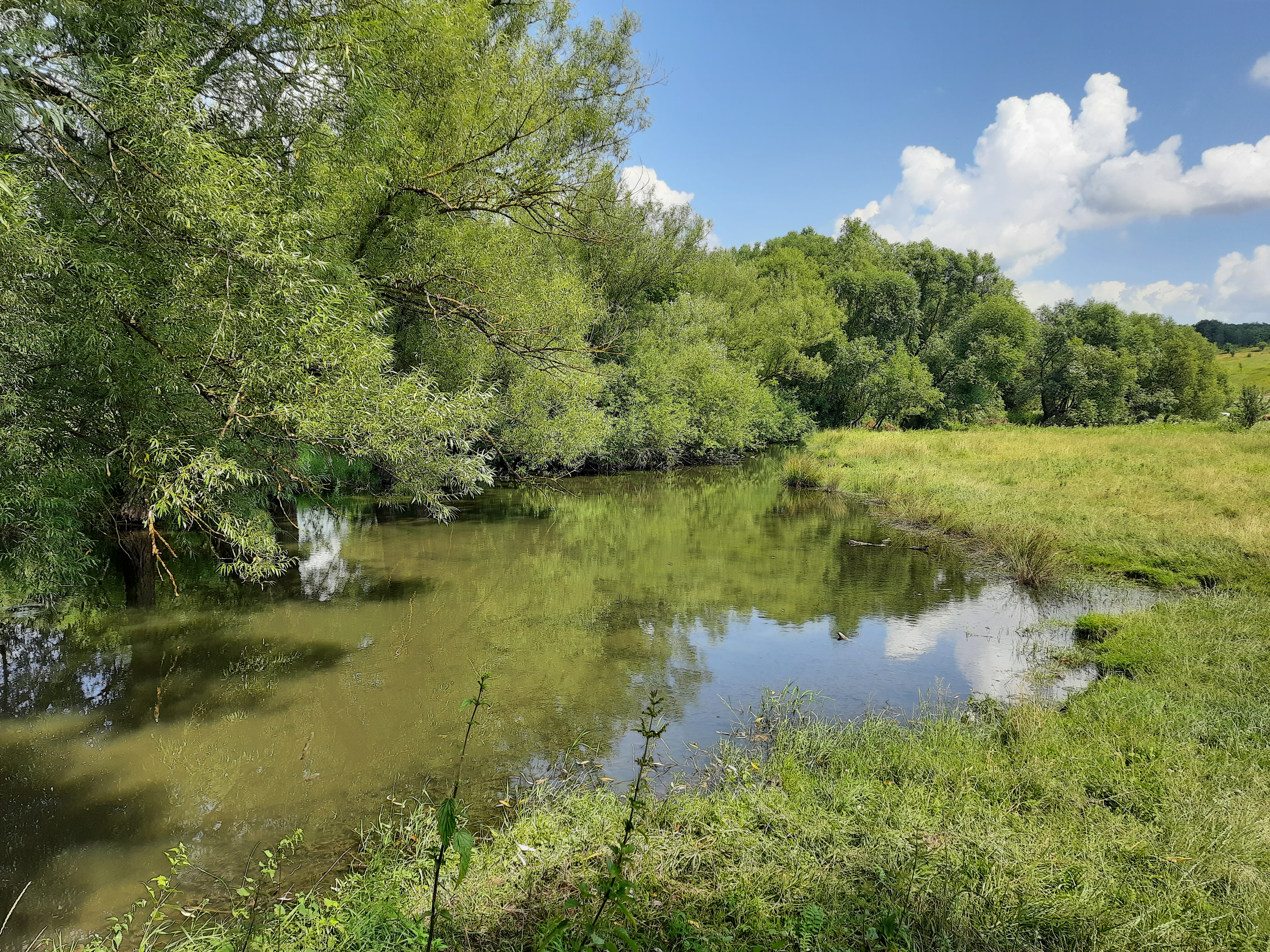
Річка Студениця біля села
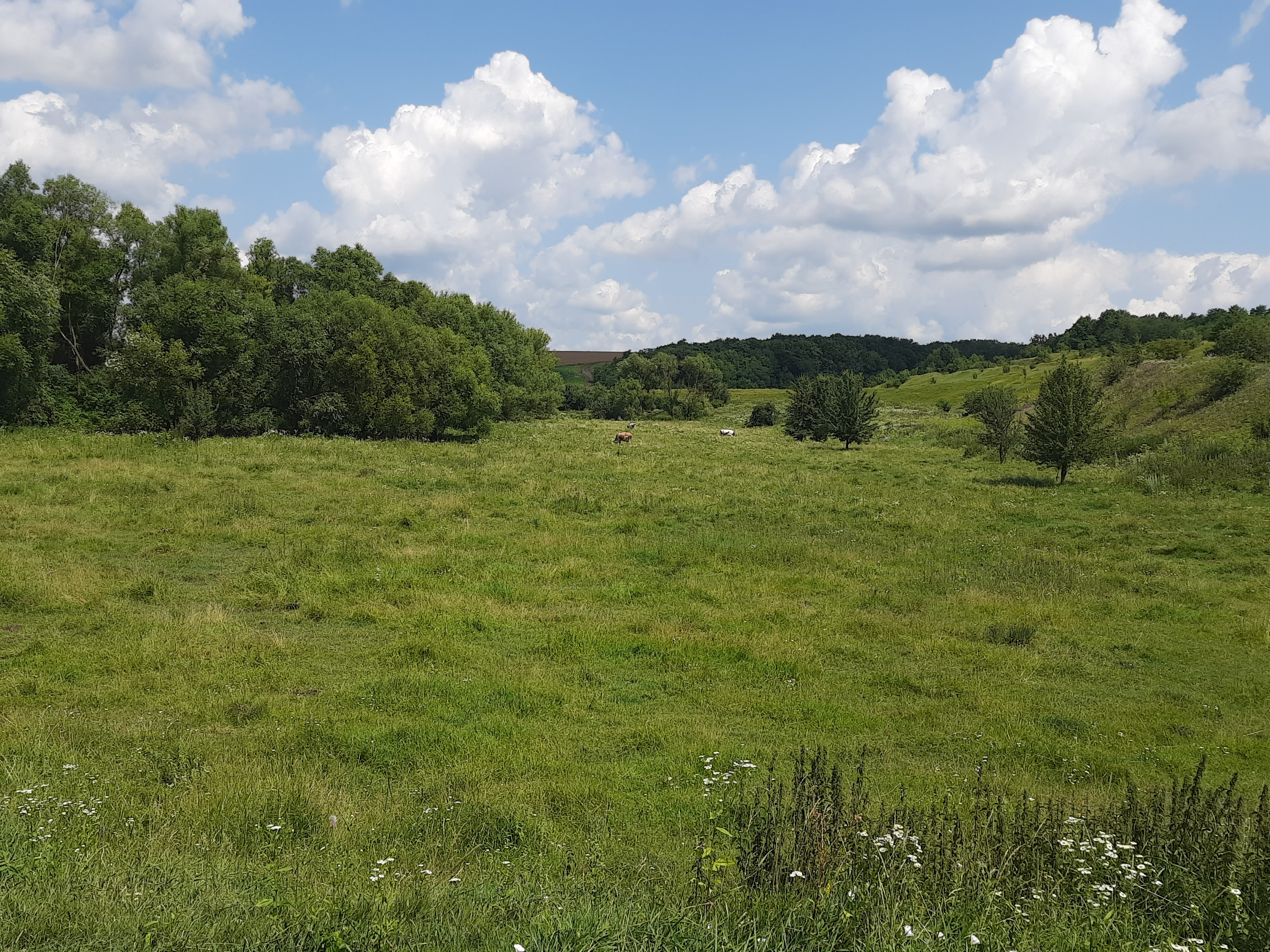
Краєвид біля села